# NGC 6418
NGC 6418 ist eine 14,4 mag helle spiralförmige Seyfertgalaxie (Typ 1) vom Hubble-Typ S? im Sternbild Drache, die schätzungsweise 392 Millionen Lichtjahre von der Milchstraße entfernt ist.
Das Objekt wurde am 4. Mai 1885 von Edward D. Swift entdeckt.